# ماكس باين 3
ماكس باين 3 (بالإنجليزية: Max Payne 3) هو الجزء الثالث من سلسلة ماكس باين والتي تم تطويرها من قِبل العديد من الشركات التابعة لروكستار وهم : روكستار لندن وروكستار تورونتو وروكستار فانكوفر وروكستار نيو إنجلاند ونشرت من قِبل روكستار جيمز

## قصة اللعبة
تبدأ قصة اللعبة بعد 12 سنة من ماكس بين 2 فيكون ماكس أكبر في السن وأكثر عنفا وتكون حياته أكثر انهاكا في احداث هذه اللعبة عن حياته السابقة. بعد أن ترك ماكس شرطة نيويورك, اخد ماكس عدة وظائف في مجال امن الدولة والاستشارات. لكن في هذا الجزء, يطلب منه ان يوفر حماية كاملة شخصية لعائلة ثرية في مدينة ساو باولو في البرازيل (واحدة من اخطر المدن واكثرها اجراما في العالم) فيكتشف ان العصابات والمافيات لا تزال مشكلة له في كل خطوة فيجد نفسه يجر إلى قلب العالم الوحشى في مدينة ساو باولو.

## طريقة اللعب
ماكس باين 3 ركزت بشكل كبير على التصويب البطيء أو المعروف ب ال (Bullet Time) ووصولها لجسم العدو، وعند الالتفاف ستسطيع ملاحظة راس ماكس وهو يتحرك بشكل واقعي، وأيضاً مطور اللعبة (Rockstar) قامت بعمل ضربات إطلاق النار بطرق عديدة منها إمكانية الالتفاف 360 درجة وقت إطلاق النار، عندما يكون واقفاً، أو حتى عندما يكون مستلقياً على الأرض، ماكس سيتحرك بشكل سلس نتيجة تفصيل الحركات الديناميكية و الفيزيائية، عند الانتهاء من قتل مجموعة، الشخص الأخير عند قتله سيُستخدم فيها كاميرا خاصة توضح كيف مات بشكل بطيء، وهذا سيعتمد على اختيار السلاح، وانقطة المضروبة على العدو، والطلقات وطريقة الاستجابة لدى العدو ستعتمد على نوعية السلاح، والمكان الذي يُحيط به العدو 

## المزايا

### المحرك
في هذا الجزء سيستخدم المحرك الذي تم استخدامه في العديد من ألعاب روكستار السابقة مثل GTA IV و Midnight Club : Los Angeles وغيرهم من الألعاب وهو محرك روكستار المتقدم للألعاب وبرنامج يوفوريا من سيتحكم بفزيائية اللعبة

### اللعبة على
روك ستار حتى الآن حددت بعض الأجهزة فقط حتى الآن وهي : بلاي ستيشن 3 وإكس بوكس 360 ومايكروسوفت ويندوز

## الشخصيات
1. ماكس باين بصوت James McCaffrey
2. لم يعلن عنه / Eric Reis
3. فابيانا بصوت Benedita Pereira
4. فيكتور برانكو بصوت Robert Montano
5. يوفي بصوت Addison LeMay
6. كارولينا بصوت Sujeilee Candele
7. ميلو بصوت Bruno Irizarry
8. أحد الجرحاء / صوت آخر لم يعلن عنه بصوت Andre Da Silva
9. لم يعلن عنه / Guto Bittencourt
10. لم يعلن عنه / Richard Cerqueira[1][3]